# Hibbertopteridae
Famille
Genres de rang inférieur
- † Campylocephalus Genre type
- † Cyrtoctenus
- † Dunsopterus
- † Hastimima
- † Hibbertopterus
- † Vernonopterus

Les hibbertoptérides ou Hibbertopteridae (le nom dérive du genre type Hibbertopterus, qui signifie « aile de Hibbert ») sont une famille fossile d'euryptérides, un groupe fossile d'arthropodes aquatiques, qui fait partie de la super-famille des Hibbertoptéroïdes. Les hibbertoptérides étaient des animaux grands, larges et lourds contrairement à la plupart des autres groupes d'euryptérides, généralement profilés et légers. Leur morphologie est si atypique qu'on a longtemps pensé qu'ils constituaient un ordre distinct de chélicères. Les plus anciens fossiles connus de cette famille sont présents dans des dépôts du Dévonien supérieur et les plus récents dans des dépôts du Permien inférieur.

## Présentation
Les hibbertoptérides sont les derniers représentants de l'ordre des euryptérides vivants connus. Ils se sont éteints durant l'extinction massive Permien-Trias ou peu de temps avant.
Bien que les euryptérides soient communément appelés « scorpions de mer », les hibbertoptérides peuplaient marécages et rivières d'eau douce et étaient incapables de nager car dépourvus de palettes natatoires, un caractère qu'ils partageaient avec tout leur sous-ordre des Stylonurines. Les hibbertoptérides se nourrissaient en utilisant une méthode dite d'alimentation par balayage, qui consiste pour l'animal à ratisser les sédiments mous du substrat avec des lames spécialisées de ses appendices antérieurs pour capturer de petits invertébrés. Cette méthode d'alimentation était également utilisée par d'autres Hibbertoptéroïdes et par les Stylonuroïdes, mais c'est parmi les Hibbertoptérides qu'elle était au stade le plus développé.
Les hibbertoptérides sont les plus grands représentants du sous-ordre des stylonurines de l'ordre des euryptérides, et comptent en particulier les genres géants Hibbertopterus de 180 à 200 centimètres de long et Campylocephalus de 140 centimètres. Bien qu'on connaisse des euryptérides plus longs du sous-ordre des euryptérines, notamment le plus grand arthropode connu de tous les temps, le genre Jaekelopterus, de 230 à 260 centimètres de long, les hibbertoptérides sont beaucoup plus volumineux que n'importe lequel des plus grands représentants du sous-ordre des euryptérines et étaient donc probablement les animaux les plus lourds de l'ordre des euryptérides.

## Description

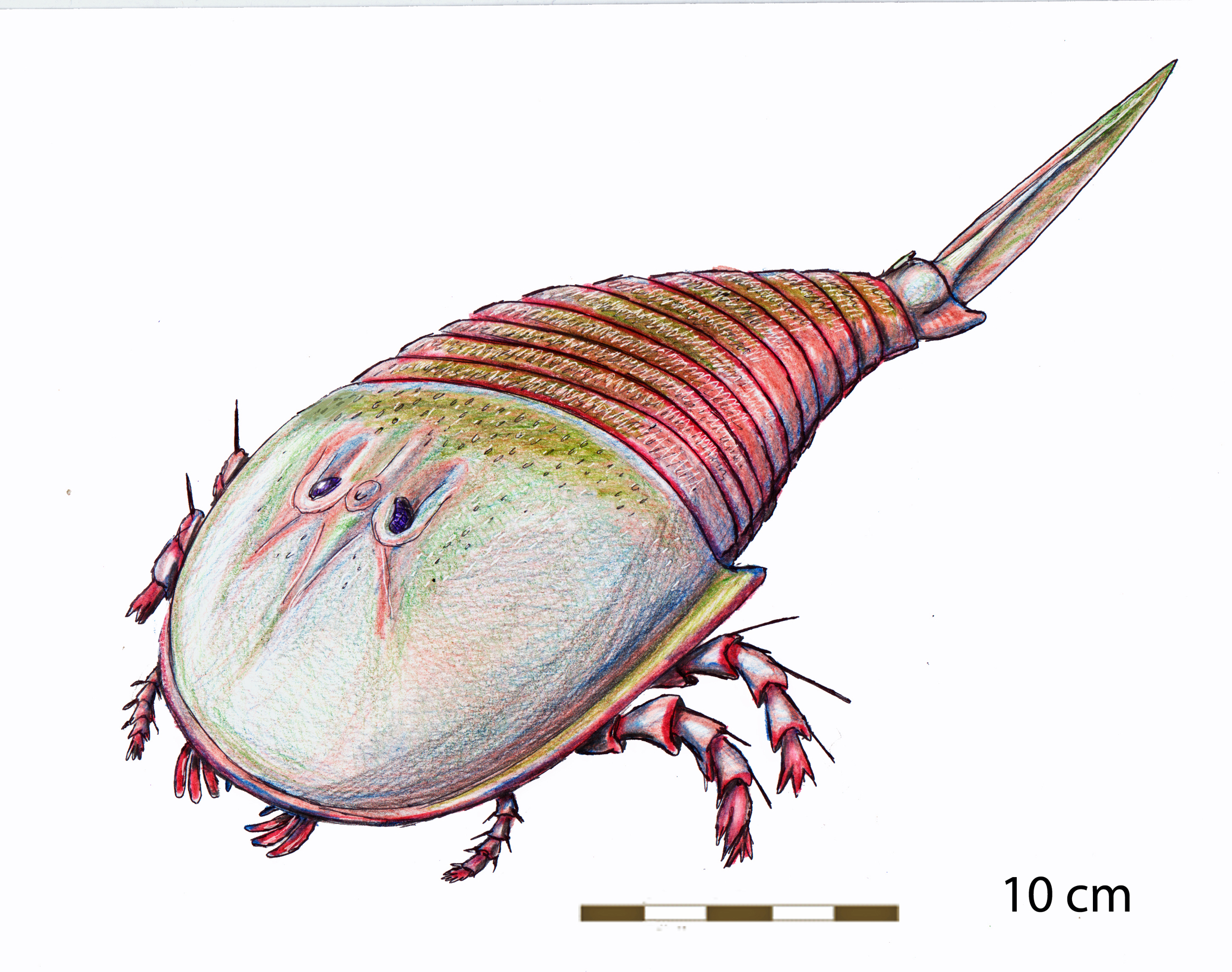
Reconstitution de Campylocephalus.

Les hibbertoptérides sont de grands représentants de la super-famille des Hibbertoptéroïdes caractérisés par leur large prosome (têtes), leur telson hastaté (division la plus postérieure du corps en forme de glaive), des membres appariés et une couverture ornementale ayant l'aspect d'écailles le long de leur exosquelette. D'autres caractères partagés au sein de cette famille sont la présence d'écailles en forme de langue sur les marges des tergites de l'opisthosome (l'abdomen) et le fait que la quatrième paire d'appendices est couverte d'épines. Le prosome des hibbertoptérides possède des lobes positionnés postérolatéralement (sur la partie postérieure des deux côtés du prosome).
Si parmi les hibbertoptérides, le genre Vernonopterus n'atteint que 50 centimètres de long, les genres Campylocephalus et Hibbertopterus sont de véritables euryptérides géants. Les plus grands spécimens de Campylocephalus peuvent atteindre de 140 à 200 centimètres. L'espèce Hibbertopterus scouleri est quant à elle le plus grand représentant du sous-ordre des stylonurines
. Le fait que les hibbertoptérides soient si larges et compacts signifie probablement qu'ils étaient les représentants les plus lourds de l'ordre des euryptérides, dépassant en poids des animaux pourtant plus longs tels que les "poids-légers" ptérygotides
.
Les hibbertoptérides ont des caractéristiques qui les distinguent clairement des autres représentants de l'ordre des euryptérides. Leur corps est massif et lourd contrairement à la tendance générale des euryptérides à être profilés et légers. Comme tous les autres représentants du sous-ordre des stylonurines, ils sont dénués de palettes natatoires. Parmi leurs six paires de membres, les deuxième, troisième et quatrième paires sont tournées vers l'avant et spécialisées dans la collecte de nourriture. Les segments de ces membres sont couverts de longues épines et leurs extrémités étaient couvertes d'organes sensoriels. La quatrième paire de membres est utilisée à la fois pour l'alimentation et la locomotion, tout comme les paires cinq et six. En tant que tels, les hibbertoptérides sont donc des hexapodes (marchant sur six pattes).
En raison de la nature fragmentaire des fossiles des genres Campylocephalus et Vernonopterus, il est difficile d'établir avec certitude des caractères distincts entre les trois genres : Campylocephalus, Vernonopterus et Hibbertopterus. La principale différence entre Campylocephalus et Hibbertopterus est le fait que la carapace (exosquelette couvrant la tête) de Campylocephalus est légèrement plus étroite que celle d'Hibbertopterus, et qu'elle est plus large au niveau de la section médiane plutôt qu'au niveau de la connexion au reste du corps chez Hibbertopterus. Les fossiles fragmentaires de Vernonopterus peuvent quant à eux être distingués par leur ornementation particulière et unique.
Les cuticules connues d'hibbertoptérides sont plus fines que ce à quoi l'on pourrait s'attendre pour des arthropodes de cette taille. Une explication possible serait que seule une région exocuticulaire externe ait été préservée dans les fossiles.

## Classification

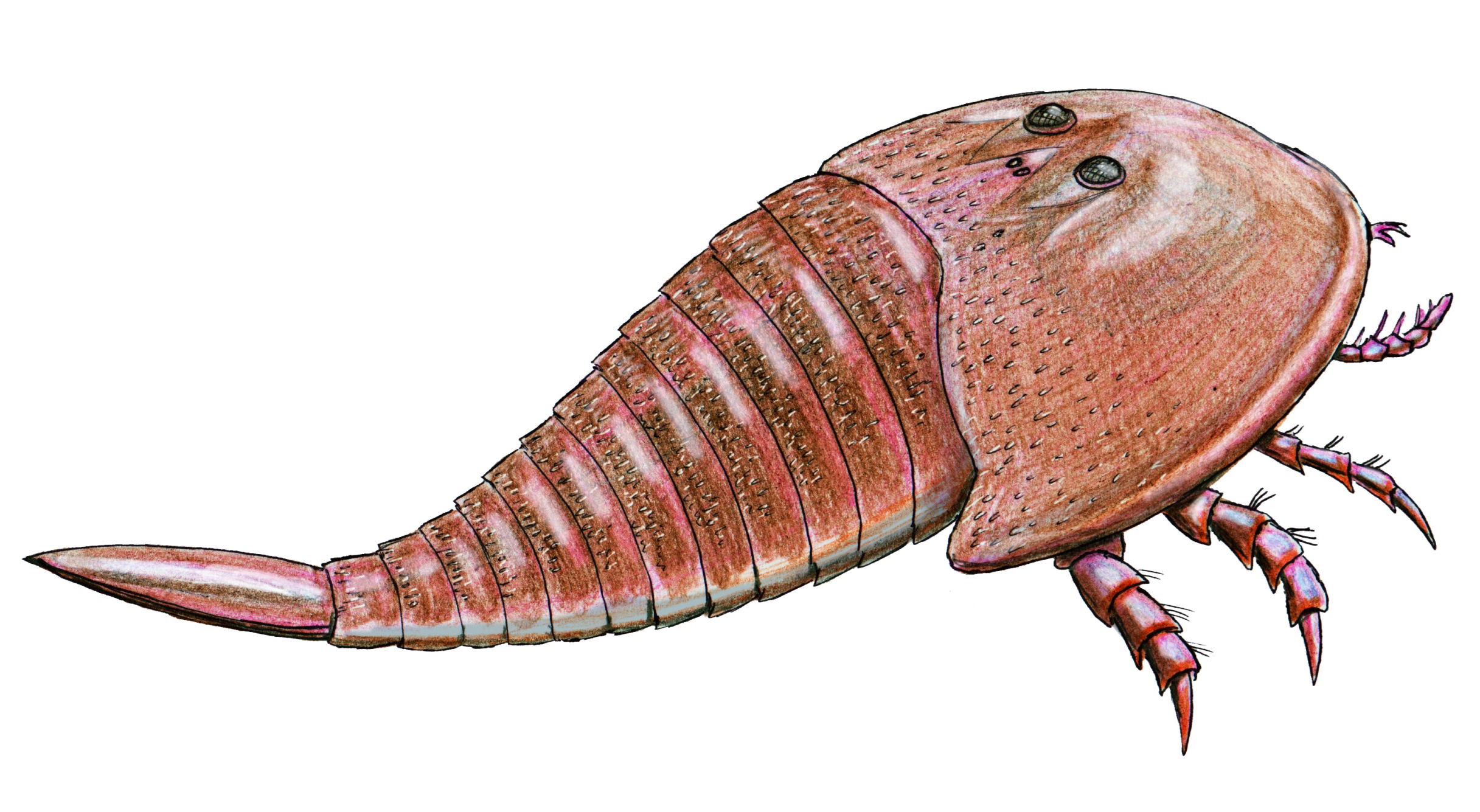
Reconstitution d'Hibbertopterus

Les Hibbertoptérides sont classés dans la super-famille de Hibbertoptéroïdes au sein du sous-ordre des stylonurines et de l'ordre des euryptérides. La famille comprend les six genres Campylocephalus, Cyrtoctenus, Dunsopterus, Hastimima, Hibbertopterus et Vernonopterus. Des études récentes suggèrent que Dunsopterus et Cyrtoctenus pourraient représenter différents stades ontogénétiques (différents stades de développement de l'animal tout au long de sa vie) d'Hibbertopterus . D'autres études récentes proposent de rattacher le genre Hastimima à la famille des Myctéropides (les parents les plus proches des hibbertoptérides).
La morphologie des hibbertoptérides est tellement atypique qu'on a longtemps pensé qu'ils constituaient un ordre distinct des euryptérides. Des travaux récents confirment néanmoins qu'ils sont bien dérivés du sous-ordre des stylonurines, et étroitement apparentés aux familles des drépanoptérides et des myctéropides.
Les caractères des genres Campylocephalus et Vernonopterus montrent clairement qu'ils appartiennent à la famille des hibbertoptérides, mais la nature incomplète des spécimens fossiles qui leur sont attribués rend difficile toute étude plus approfondie des relations phylogénétiques précises au sein de cette famille. Les deux genres pourraient même représenter d'autres synonymes d'Hibbertopterus lui-même, ce qui rendrait la famille monotypique (contenant un seul taxon immédiatement subordonné), mais la nature très incomplète de leurs fossiles rend à nouveau cette hypothèse impossible à confirmer.

Le cladogramme ci-dessous est extrait de Lamsdell (2012), réduit pour ne figurer que la super-famille des Hibbertopteroidea. Il reprend l'hypothèse de Lamsdell d'une affectation du genre Hastimima à la famille des Myctéropides, bien que le consensus scientifique demeure l'affectation à la famille des Hibbertoptérides.
|  | Drepanopterus pentlandicus                                                              |
|  |                                                                                         |
|  | \| \| Drepanopterus abonensis \| \| \| \| \| \| Drepanopterus odontospathus \| \| \| \| |
|  |                                                                                         |
|  | Drepanopterus abonensis                                                                 |
|  |                                                                                         |
|  | Drepanopterus odontospathus                                                             |
|  |                                                                                         |

|  | Drepanopterus abonensis     |
|  |                             |
|  | Drepanopterus odontospathus |
|  |                             |

|  | Mycterops mathieui                                                       |
|  |                                                                          |
|  | \| \| Hastimima whitei \| \| \| \| \| \| Megarachne servinei \| \| \| \| |
|  |                                                                          |
|  | Hastimima whitei                                                         |
|  |                                                                          |
|  | Megarachne servinei                                                      |
|  |                                                                          |

|  | Hastimima whitei    |
|  |                     |
|  | Megarachne servinei |
|  |                     |

|  | Mycterops mathieui                                                       |
|  |                                                                          |
|  | \| \| Hastimima whitei \| \| \| \| \| \| Megarachne servinei \| \| \| \| |
|  |                                                                          |
|  | Hastimima whitei                                                         |
|  |                                                                          |
|  | Megarachne servinei                                                      |
|  |                                                                          |

|  | Hastimima whitei    |
|  |                     |
|  | Megarachne servinei |
|  |                     |

|  | Campylocephalus oculatus                                                               |
|  |                                                                                        |
|  | \| \| Hibbertopterus scouleri \| \| \| \| \| \| Cyrtoctenus wittebergensis \| \| \| \| |
|  |                                                                                        |
|  | Hibbertopterus scouleri                                                                |
|  |                                                                                        |
|  | Cyrtoctenus wittebergensis                                                             |
|  |                                                                                        |

|  | Hibbertopterus scouleri    |
|  |                            |
|  | Cyrtoctenus wittebergensis |
|  |                            |

|  | Mycterops mathieui                                                       |
|  |                                                                          |
|  | \| \| Hastimima whitei \| \| \| \| \| \| Megarachne servinei \| \| \| \| |
|  |                                                                          |
|  | Hastimima whitei                                                         |
|  |                                                                          |
|  | Megarachne servinei                                                      |
|  |                                                                          |

|  | Hastimima whitei    |
|  |                     |
|  | Megarachne servinei |
|  |                     |

|  | Mycterops mathieui                                                       |
|  |                                                                          |
|  | \| \| Hastimima whitei \| \| \| \| \| \| Megarachne servinei \| \| \| \| |
|  |                                                                          |
|  | Hastimima whitei                                                         |
|  |                                                                          |
|  | Megarachne servinei                                                      |
|  |                                                                          |

|  | Hastimima whitei    |
|  |                     |
|  | Megarachne servinei |
|  |                     |

|  | Campylocephalus oculatus                                                               |
|  |                                                                                        |
|  | \| \| Hibbertopterus scouleri \| \| \| \| \| \| Cyrtoctenus wittebergensis \| \| \| \| |
|  |                                                                                        |
|  | Hibbertopterus scouleri                                                                |
|  |                                                                                        |
|  | Cyrtoctenus wittebergensis                                                             |
|  |                                                                                        |

|  | Hibbertopterus scouleri    |
|  |                            |
|  | Cyrtoctenus wittebergensis |
|  |                            |

|  | Drepanopterus pentlandicus                                                              |
|  |                                                                                         |
|  | \| \| Drepanopterus abonensis \| \| \| \| \| \| Drepanopterus odontospathus \| \| \| \| |
|  |                                                                                         |
|  | Drepanopterus abonensis                                                                 |
|  |                                                                                         |
|  | Drepanopterus odontospathus                                                             |
|  |                                                                                         |

|  | Drepanopterus abonensis     |
|  |                             |
|  | Drepanopterus odontospathus |
|  |                             |

|  | Mycterops mathieui                                                       |
|  |                                                                          |
|  | \| \| Hastimima whitei \| \| \| \| \| \| Megarachne servinei \| \| \| \| |
|  |                                                                          |
|  | Hastimima whitei                                                         |
|  |                                                                          |
|  | Megarachne servinei                                                      |
|  |                                                                          |

|  | Hastimima whitei    |
|  |                     |
|  | Megarachne servinei |
|  |                     |

|  | Mycterops mathieui                                                       |
|  |                                                                          |
|  | \| \| Hastimima whitei \| \| \| \| \| \| Megarachne servinei \| \| \| \| |
|  |                                                                          |
|  | Hastimima whitei                                                         |
|  |                                                                          |
|  | Megarachne servinei                                                      |
|  |                                                                          |

|  | Hastimima whitei    |
|  |                     |
|  | Megarachne servinei |
|  |                     |

|  | Campylocephalus oculatus                                                               |
|  |                                                                                        |
|  | \| \| Hibbertopterus scouleri \| \| \| \| \| \| Cyrtoctenus wittebergensis \| \| \| \| |
|  |                                                                                        |
|  | Hibbertopterus scouleri                                                                |
|  |                                                                                        |
|  | Cyrtoctenus wittebergensis                                                             |
|  |                                                                                        |

|  | Hibbertopterus scouleri    |
|  |                            |
|  | Cyrtoctenus wittebergensis |
|  |                            |

|  | Mycterops mathieui                                                       |
|  |                                                                          |
|  | \| \| Hastimima whitei \| \| \| \| \| \| Megarachne servinei \| \| \| \| |
|  |                                                                          |
|  | Hastimima whitei                                                         |
|  |                                                                          |
|  | Megarachne servinei                                                      |
|  |                                                                          |

|  | Hastimima whitei    |
|  |                     |
|  | Megarachne servinei |
|  |                     |

|  | Mycterops mathieui                                                       |
|  |                                                                          |
|  | \| \| Hastimima whitei \| \| \| \| \| \| Megarachne servinei \| \| \| \| |
|  |                                                                          |
|  | Hastimima whitei                                                         |
|  |                                                                          |
|  | Megarachne servinei                                                      |
|  |                                                                          |

|  | Hastimima whitei    |
|  |                     |
|  | Megarachne servinei |
|  |                     |

|  | Campylocephalus oculatus                                                               |
|  |                                                                                        |
|  | \| \| Hibbertopterus scouleri \| \| \| \| \| \| Cyrtoctenus wittebergensis \| \| \| \| |
|  |                                                                                        |
|  | Hibbertopterus scouleri                                                                |
|  |                                                                                        |
|  | Cyrtoctenus wittebergensis                                                             |
|  |                                                                                        |

|  | Hibbertopterus scouleri    |
|  |                            |
|  | Cyrtoctenus wittebergensis |
|  |                            |

## Paléoécologie
Les hibbertoptérides utilisaient une méthode dérivée d'alimentation par balayage, peuplant marécages et rivières d'eau douce et se nourrissant en ratissant les sédiments mous avec les lames de leurs appendices antérieurs pour capturer de petits invertébrés.
Les stratégies d'alimentation par balayage ont évolué de façon indépendante dans deux des quatre super-familles du sous-ordre des Stylonurines, les Stylonuroïdes et les Hibbertoptéroïdes . Dans ces deux super-familles, les adaptations à ce mode d'alimentation sont passées par des modifications des épines de leurs appendices prosomaux antérieurs pour ratisser le substrat de leurs habitats. Les stylonuroïdes ont des épines fixes sur les appendices II-IV qui auraient pu être utilisées comme des filets pour ratisser les sédiments et ainsi capturer tout ce qui se trouvait sur leur passage. Les Hibbertopteroïdes ont connu des adaptations plus poussées à ce mode d'alimentation. Chez les hibbertoptérides, les adaptations sont encore plus poussées, l'appendice IV possédant une lame à côté des appendices II-III (qui possèdent également des lames chez certains hibbertoptérides) .
Les coxas du genre Hibbertopterus sont réduits, ce qui fait qu'une partie du processus de mastication des aliments est assurée par les plaques recouvrant les coxas. Certaines des espèces du genre Hibbertopterus sont encore plus adaptées à l'alimentation par balayage que tous les autres représentants de la super-famille des Hibbertoptéroïdes, avec les lames de certains de leurs appendices modifiées en rachis ayant la forme de peignes qui pouvaient piéger des proies plus petites ou d'autres particules alimentaires organiques. Equipées de coxas plus grandes, certaines espèces d'Hibbertopterus pouvaient probablement se nourrir occasionnellement d'invertébrés relativement gros.